# Maqueroidins
Els maqueroidins (Machaeroidinae) són una subfamília de mamífers de dieta carnívora de la família dels oxiènids i l'ordre dels creodonts. Visqueren a Nord-amèrica durant l'Eocè. Se'n reconeixen tres gèneres.
No estava clar quin dels dos altres grups de creodonts eren els parents més propers dels maqueroidins, però diversos caràcters morfològics ja apuntaven a una relació més propera amb els oxiènids que amb els hienodòntids. El 2019, un esquelet fòssil de Machaeroides aclarí més la situació i conduí a la inclusió dels maqueroidins en els oxiènids.